# Cinnamomum sumatranum
Cinnamomum sumatranum är en lagerväxtart som beskrevs av Carl Daniel Friedrich Meisner. Cinnamomum sumatranum ingår i släktet Cinnamomum och familjen lagerväxter. Inga underarter finns listade i Catalogue of Life.